# Frank Arnesen
Frank Arnesen (* 30. September 1956 in Kopenhagen) ist ein dänischer Fußballmanager und ehemaliger Fußballspieler.

## Karriere als Spieler

### Verein
Arnesen begann seine Karriere bei Fremad Amager. Im November 1975 wechselte er in die Niederlande zu Ajax Amsterdam, zusammen mit Sören Lerby. Nach einem dritten Tabellenplatz in der Saison 1975/76 gewann er in der Saison 1976/77 die niederländische Meisterschaft; dieser Erfolg wurde (nach einem zweiten Tabellenplatz in der Saison 1977/78) in 1978/79 und 1979/80 wiederholt. 1978/79 gewann er mit Ajax neben der Meisterschaft auch den niederländischen Pokal. Er erreichte mit Ajax auch ein Europa Cup I-Halbfinale in 1979/80, und drei niederländische Pokal-Finale in 1977/78, 1979/80 und 1980/81.
Zur Saison 1981/82 wechselte Arnesen zum FC Valencia in die Primera División, zusammen mit ex-AZ Alkmaar-spieler Kurt Welzl. Nach zwei Jahren in Valencia unterschrieb er einen Vertrag beim belgischen Erstligisten und damaligen UEFA-Pokalsieger RSC Anderlecht, bei dem mit Morten Olsen, Kenneth Brylle und Per Frimann drei weitere Dänen spielten. Aufgrund einer Knieverletzung konnte er in Anderlecht nicht an seine Leistungen aus seiner ersten Spielzeit beim FC Valencia anknüpfen, gewann jedoch nach einem zweiten Platz in der höchsten belgischen Fußballliga und einem Europa Cup III-Finale in der Saison 1983/84, in der Spielzeit 1984/85 mit dem Verein den belgischen Meistertitel.
Nach zwei Jahren kehrte Arnesen in die Niederlande zur PSV Eindhoven zurück. Auch in Eindhoven fand er nicht zu alter Stärke zurück, jedoch gewann er mit der PSV dreimal nacheinander die Meisterschaft (1985/86, 1986/87, 1987/88) und einmal den KNVB-Pokal (1987/88). 1988 gewann die PSV den Europapokal der Landesmeister, im Endspiel kam Arnesen jedoch nicht zum Einsatz. Nachdem er sich das linke Bein gebrochen hatte, beendete er im gleichen Jahr seine Karriere.

### Nationalmannschaft
Am 5. Oktober 1977 spielte Frank Arnesen unter Nationaltrainer Kurt Nielsen beim 0:1 im Testspiel in Malmö gegen Schweden erstmals für die Nationalmannschaft von Dänemark. Zu diesem Zeitpunkt konnte sich die Nationalmannschaft nicht für ein großes Turnier qualifizieren und potenzielle Schlüsselspieler spielten bei ausländischen Clubs, weshalb sie nicht nominiert wurden, wodurch die dänische Nationalmannschaft eher eine Amateurmannschaft war. Der Aufschwung folgte erst ab 1979, als der Deutsche Sepp Piontek das Amt des Nationaltrainers übernahm. 1983 qualifizierte sich die dänische Nationalmannschaft nach einem 1:0-Sieg im Wembley-Stadion in London gegen England für die Teilnahme an der Europameisterschaft 1984 in Frankreich, wobei Arnesen bei diesem Spiel nicht dabei war. Das Eröffnungsspiel des Turniers im Prinzenparkstadion zu Paris verlor man mit 0:1 gegen Frankreich, im zweiten Gruppenspiel gegen Jugoslawien gewann Dänemark mit 5:0, wobei Arnesen das erste dänische Tor bei diesem Turnier erzielte und mit einem Foulelfmeter auch das 3:0 markierte. Das entscheidende Gruppenspiel gegen den amtierenden Vize-Europameister Belgien gewann Dänemark nach 0:2-Rückstand mit 3:2; Arnesen erzielte per Foulelfmeter das Tor zum 1:2. Im Halbfinale traf Dänemark auf Spanien und scheiterte erst im Elfmeterschießen. Arnesen war bereits in der 68. Minute durch Jesper Olsen ersetzt worden.
1985 qualifizierte sich die dänische Mannschaft für die Teilnahme an der Weltmeisterschaft 1986, was die erste WM-Teilnahme Dänemarks überhaupt bedeutete. Arnesen wurde in den ersten beiden Gruppenspielen gegen Schottland und gegen Uruguay eingesetzt. Im letzten Gruppenspiel gegen Deutschland sah er die Rote Karte und war im Achtelfinale gegen Spanien gesperrt. Sein letztes Spiel machte er am 3. Juni 1987 beim 1:1 gegen die Tschechoslowakei. Insgesamt kam er auf 52 Länderspiele (14 Treffer).

## Karriere als Manager und Trainer
| Verein              | Amtsantritt   | Amtsaustritt  | Funktion                             |
| ------------------- | ------------- | ------------- | ------------------------------------ |
| PSV Eindhoven       | 1. Juli 1994  | 10. Mai 2004  | Manager                              |
| Tottenham Hotspur   | 10. Mai 2004  | 4. Juni 2005  | Sportdirektor                        |
| FC Chelsea          | 25. Juni 2005 | 12. Juli 2009 | Nachwuchskoordinator, Chefanalytiker |
| FC Chelsea          | 15. Mai 2008  | 22. Mai 2011  | Vorstandsmitglied                    |
| FC Chelsea          | 12. Juli 2009 | 22. Mai 2011  | Sportdirektor                        |
| Hamburger SV        | 23. Mai 2011  | 22. Mai 2013  | Sportvorstand                        |
| Metalist Kharkiv    | 1. Feb. 2014  | 7. März 2014  | Sportdirektor                        |
| PAOK Saloniki       | 27. Mai 2015  | 17. Feb. 2016 | Sportdirektor                        |
| RSC Anderlecht      | 3. Jan. 2019  | 3. Okt. 2019  | technischer Direktor                 |
| Feyenoord Rotterdam | 20. Nov. 2019 | noch aktiv    | technischer Direktor                 |

Nach Beendigung seiner aktiven Laufbahn war Arnesen zunächst als Ko-Trainer bei der PSV Eindhoven tätig. Von 1994 bis 2004 war er Sportdirektor. Während dieser Zeit war er unter anderem für die Verpflichtungen von Ronaldo, Arjen Robben, Ruud van Nistelrooy, Eiður Guðjohnsen und Park Ji-sung verantwortlich. 2004 wurde er Manager bei Tottenham Hotspur, verließ den Verein jedoch nach einem Jahr wieder und wurde Nachwuchsleiter und Chefscout beim FC Chelsea. Im Mai 2008 wurde er zusätzlich in den Vorstand des Vereins berufen. In der Saison 2009/10 arbeitete er dort auch noch als Sportdirektor.
Im Februar 2011 unterschrieb Arnesen einen Vertrag zum 1. Juli 2011 als Sportvorstand beim Hamburger SV. Der Vertrag wurde mit einer Laufzeit bis zum 30. Juni 2014 geschlossen; er wurde begleitet vom Chefscout des FC Chelsea, Lee Congerton, der die Funktion des Technischen Direktors in Hamburg übernahm. Seine neuen Posten als Sportchef und Vorstandsmitglied des HSV trat Arnesen in Absprache mit seinem alten Arbeitgeber FC Chelsea vorzeitig am 23. Mai 2011 an.
Am 10. Oktober 2011 wurde Arnesen vorübergehend zusätzlich zu seinem Posten als Sportchef Trainer der Bundesligamannschaft anstelle des zuvor beurlaubten Michael Oenning. Er betreute die Mannschaft bis zum 16. Oktober 2011; Thorsten Fink folgte ihm dann als neuer Trainer. Im Bundesliga-Spiel gegen den SC Freiburg führte er den HSV zu einem 2:1-Erfolg.
Nach der Saison 2012/13 trennte sich der HSV einvernehmlich von Arnesen, dessen Vertrag noch bis 2014 gültig gewesen wäre. Als Gründe nannte der Verein „finanzielle Überlegungen“ und „unterschiedliche Auffassungen über die langfristige sportliche Ausrichtung des Vereins“.
Zum 1. Februar 2014 wurde Arnesen Sportdirektor beim ukrainischen Erstligisten Metalist Charkiw; sein Vertrag lief bis 30. Juni 2016. Am 7. März 2014 stellte er seinen Posten aufgrund der politischen Situation in der Ukraine zur Verfügung. Ende Mai 2015 schloss er mit PAOK Saloniki einen Dreijahresvertrag ab. Im Februar 2016 wurde die Trennung zwischen Arnesen und PAOK Saloniki beschlossen.
28. April 2017 wurde Frank Arnesen in den Aufsichtsrat der PSV Eindhoven gewählt. Zum Jahreswechsel 2018/19 wechselte Arnesen als Technischer Direktor zu seinem ehemaligen Verein RSC Anderlecht. Am 3. Oktober 2019 gab der RSC Anderlecht neben einem Trainerwechsel auch seine Entlassung bekannt. Anderlecht hatte zu diesem Zeitpunkt in neun Spielen erst sechs von 27 möglichen Punkten erreicht. Einen Monat später kehrt Arnesen in die Niederlande zurück und wurde neuer Technischer Direktor von Feyenoord Rotterdam. Aus gesundheitlichen Gründen trat er im September 2022 zurück.

## Trivia
1988 nahm Arnesen mit der dänischen Nationalmannschaft und der dänischen Band Rocazino ein Lied zur Europameisterschaft auf.
Arnesen lebt mit seiner Familie im niederländischen Eindhoven. Seine Zwillingstöchter (* 1976) und die jüngste Tochter (* 1988) kamen in den Niederlanden zur Welt. Sein in Spanien geborener Sohn (* 1982) wuchs ebenfalls dort auf. In der Saison 2011/12 war er für den HSV als Scout für die Benelux-Region aktiv.
Neben Dänisch spricht Arnesen auch Deutsch, Niederländisch, Englisch, Französisch und Spanisch.